# Dubiaranea deelemanae
Dubiaranea deelemanae är en spindelart som beskrevs av Alfred Frank Millidge 1995. Dubiaranea deelemanae ingår i släktet Dubiaranea och familjen täckvävarspindlar. Inga underarter finns listade i Catalogue of Life.